# 빈센조 보르기니

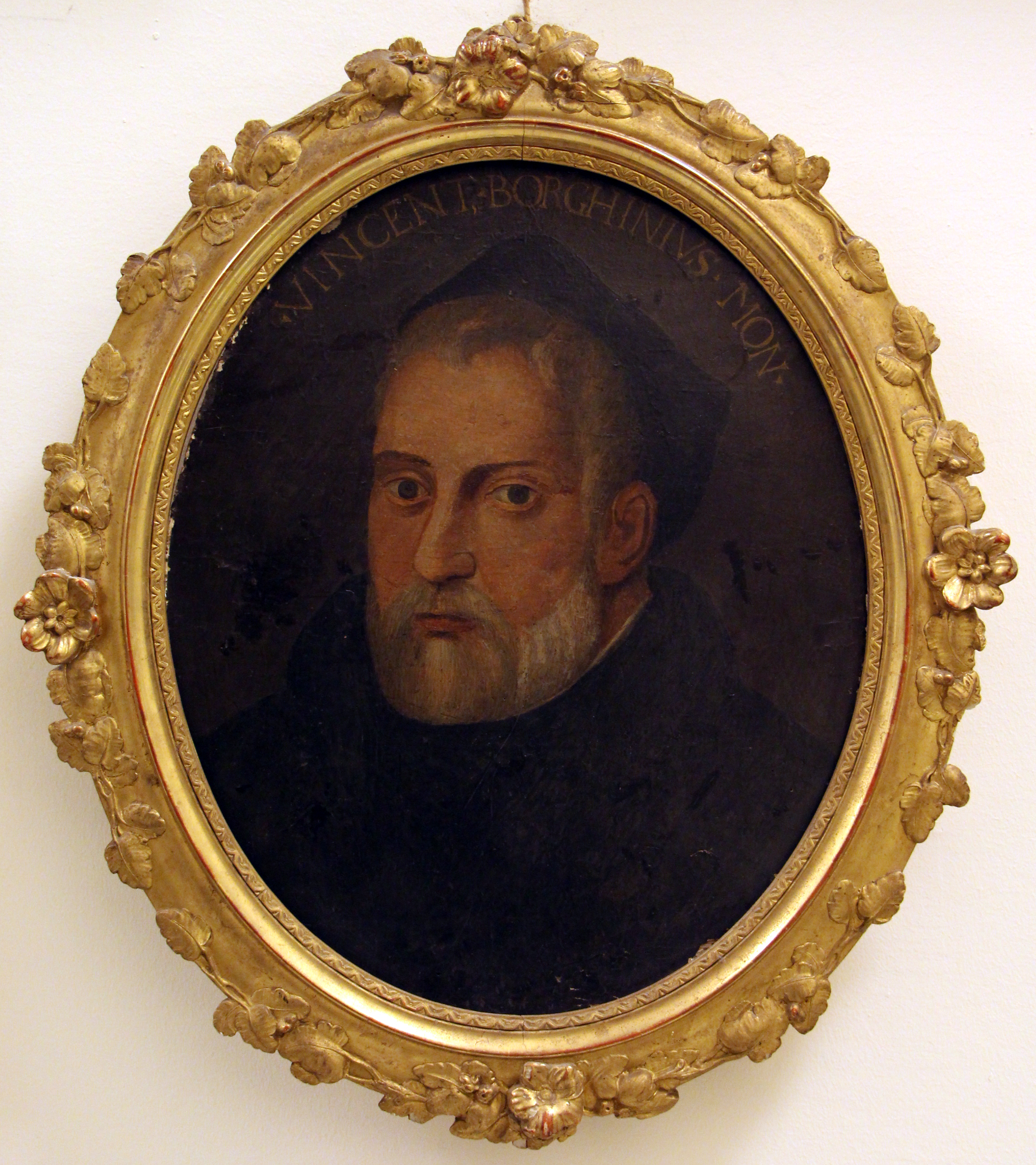
피렌체 국립도서관, 빈첸초 보르히니의 익명 초상화

빈첸초 보르기니(이탈리아어: Vincenzo Borghini, 1515년 10월 29일 ~ 1580년 8월 15일)는 이탈리아 피렌체의 수도사, 예술가, 문헌학자, 미술 수집가였다.
보르기니는 학식 있는 베네딕토회 성직자였다. 그는 아카데미아 델 디세뇨(1563년부터)의 핵심 인물이었다.
1552년 이후에는 베네딕토회 수도사인 보르기니가 피렌체의 오스페달레 델리 인노첸티의 원장으로 봉사했다.
그는 메디치 가문의 예술 고문이었고, 조르지오 바사리와 함께 피렌체 베키오 궁전에 있는 프란체스코 1세 메디치의 스튜디오 장식을 디자인하고 선택했다.